# Serres Kosobe
Les serres Kosobe (古曽部温室, Kosobe onshitsu) sont un jardin botanique qui fait partie de la ferme expérimentale de l'Université de Kyoto (京都大学大学院 農学研究科附属農場). Elles étaient situées à Hacchonawate 12, Takatsuki, Osaka, Japon.
Les serres ont été construites en 1929. Elles servaient pour l’éducation des étudiants et des chercheurs ainsi qu'à la recherche sur les plantes ornementales d'origine tropicale ou subtropicale. Dans les collections, il y a notamment des orchidées, des bégonias, des Nepenthes et des Melastomataceae.
La serre Furusobe est maintenant fermée et le site est en cours de construction. La ferme a été déplacée à Kizugawa.